# John W. Wells
John West Wells (* 15. Juli 1907 in Philadelphia, Pennsylvania; † 12. Januar 1994 in Ithaca, New York) war ein US-amerikanischer Paläontologe.

## Leben
Wells wuchs in Homer (New York) auf, wo er sich für die lokalen paläozoischen Fossilien interessierte. Er studierte an der University of Pittsburgh mit dem Bachelor-Abschluss 1928, lehrte von 1929 bis 1931 als Instructor an der University of Texas und wurde 1933 an der Cornell University promoviert, nachdem er dort schon 1930 seinen Master-Abschluss erhalten hatte. Als Post-Doktorand war 1933/34 er an den führenden naturhistorischen Museen in Europa (London, Berlin, Paris). Von 1935 bis 1937 war er bei dem Spezialisten für Korallen-Taxonomie T. Wayland Vaughan in Washington D.C. 1937/38 lehrte er an der State Normal School in Fredonia. Ab 1938 war er Professor für Geologie an der Ohio State University, unterbrochen vom Dienst als Analytiker von Kriegszerstörungen beim Office of Strategic Services, und von 1948 bis zu seiner Emeritierung 1973 war er Professor an der Cornell University. Von 1962 bis 1965 stand er der Geologie-Fakultät vor.
Er war ein international anerkannter Experte für fossile und rezente Korallen (speziell deren Taxonomie). Er schrieb Monographien über fossile Korallen in Texas, Korallen der Golfküste und Karibik und von Südamerika und  (nach Exkursionen 1947 auf das Bikini-Atoll und 1950 auf das Arno-Atoll) über Korallen der Marshall-Inseln. Die Arbeiten am Bikini-Atoll standen in Zusammenhang mit den dort geplanten Nuklearwaffen-Versuchen und wurden vom US Geological Survey koordiniert (unter anderem William Storrs Cole, Harry Stephen Ladd).
1954 war er als Fulbright Fellow an der University of Queensland in Brisbane bei Dorothy Hill, einer führenden Expertin für paläozoische Korallen. Gemeinsam schrieben sie den Korallen-Abschnitt im Treatise on Invertebrate Paleontology (1956). Bei seinem Australien-Aufenthalt sammelte er auch Korallen für das National Museum in Washington D.C. aus dem Barrier Reef.
1963 veröffentlichte er in Nature seine Entdeckung, dass aus Korallen des Devon auf die Anzahl der Tage im Jahr geschlossen werden konnte, die damals vor 350 Millionen Jahren bei 400 Tagen im Jahr lag. Wells schloss daraus, dass sich die Rotation der Erde seitdem verlangsamt hatte.
Daneben befasste er sich auch mit früher Geologie-Geschichte der USA und war mit George White Initiator der Gründung der History of the Earth Sciences Society.
1962 war er Präsident der Paleontological Society und 1974 erhielt er die Paleontological Society Medal. Er war seit 1968 Mitglied der National Academy of Sciences. 1987 erhielt er die James Hall Medal des New York State Geological Survey. 1961/62 war er Präsident des Paleontological Research Institute.
1932 heiratete er Elizabeth Baker (gestorben 1990), mit der er eine Tochter hatte. Sie war die Tochter des Malers W. C. Baker.